# 몬티 파이튼
몬티 파이튼(영어: Monty Python 몬티 파이선[*])은 영향력 있는 몬티 파이튼의 비행 서커스를 창출한 영국의 희극 그룹이다. 이 서커스는 1969년 10월 5일에 BBC를 통해 중계된 영국 텔레비전 희극 스케치 쇼였다. 45개의 에피소드가 4개의 시리즈를 걸쳐 만들어졌다. 파이튼 현상은 텔레비전 시리즈에서 더 발전하여 쇼, 영화, 음반, 책 등으로까지 영향력이 커져나갔다. 이 그룹이 희극에 끼친 영향은 비틀즈가 음악에 미친 영향과 비유되고 있다.

## 같이 보기
- 몬티 파이튼의 날아다니는 서커스
- 몬티 파이튼의 성배
- 몬티 파이튼과 브라이언의 삶
- 몬티 파이튼의 삶의 의미
- 완전히 다른 무언가를 위하여